# Міхурниця альпійська
Міхурниця альпійська (Cystopteris alpina) — вид рослин із родини селезінникових (Aspleniaceae), зростає від Середземномор'я до Кавказу.

## Опис
Багаторічна рослина 5–25 см, гола. Кореневище косе. Листя ніжне; ніжка тонка, трохи луската біля основи, коротша за пластину; пластина лінійно-ланцетна, 2–3-периста. Соруси невеликі, розкидані. Цвіте в червні — жовтні. 2n=252.

## Поширення
Зростає від Середземномор'я до Кавказу: Марокко, Іспанія, Швейцарія, Ліхтенштейн, Андорра, Словаччина, Франція (у т. ч. Корсика), Італія (у т. ч. Сицилія), Боснія і Герцеговина, Чорногорія, Хорватія, Македонія, Словенія, Сербія, Албанія, Болгарія, Греція, Україна, Росія, Туреччина — Анатолія, Грузія, Вірменія; вимер у Великій Британії. Населяє вологі скелі високих гір, субальпійсько-альпійські вапнякові осипи та скелі.
В Україні вид зростає у тріщинах затінених вапнякових скель — Карпати. У ЧКУ має статус «рідкісний».